# Ganipote
La ganipote (parfois orthographiée galipote ou galipotte) est une créature légendaire et maléfique issue du folklore et des légendes des provinces du centre-ouest et du sud-ouest de la France. On en trouve ainsi mention en Charentes (Aunis, Saintonge, Angoumois), en Poitou, en Touraine, en Pays Gabaye, en Guyenne (« ganipaute »), en Forez (« galipoto »), en Auvergne, mais aussi dans le Morvan et au Québec. Dans toutes ces régions, elle tient souvent lieu de croque-mitaine[réf. nécessaire]. Le terme masculin « ganipot » est parfois utilisé, mais reste d'emploi beaucoup plus limité. Des créatures aux caractéristiques très proches existent dans les légendes poitevines (la garache), périgourdines (le lébérou) ou landaises (le tac).
Créature malfaisante et protéiforme liée au monde de la sorcellerie, elle hanterait les bois sombres, parcourrait la campagne les nuits sans lune ou rôderait autour des demeures habitées le matin avant le jour, et le soir après le coucher du soleil. Volontiers facétieuse, elle est apparentée au loup-garou — bien qu'elle soit capable de prendre non seulement l'apparence d'un loup, mais aussi d'un chien, d'un mouton, d'une chèvre, d'un chat, d'un lièvre, etc. — et s'amuse à terroriser les passants en leur sautant violemment sur le dos, toutes griffes dehors. Elle s'y agrippe et pèse de tout son poids jusqu'à ce qu'ils périssent étouffés. Parfois, prenant au contraire un aspect inoffensif, elle invite les enfants à la suivre afin de mieux les perdre.

## Description

### Formes diverses
La ganipote est généralement associée au loup-garou, elle est alors décrite sous la forme d'un grand loup ou d'un lycanthrope mi-homme mi-loup. Mais elle peut prendre la forme d'animaux très variés : moutons, chiens, chèvres, lièvres, porcs, ânes, chats, chevaux, bœufs, mais aussi de grandes chauves-souris ou de grands oiseaux semblables à des oies ou des cygnes.
Dans un récit, le malheureux condamné à courir la galipote a le droit de choisir la forme qu'il prendra. Dans d'autres il est précisé que les différentes formes nécessitent différents degrés de magie : ainsi seuls les plus sorciers sont capables de prendre l'apparence d'un loup, tandis que les autres se changent en lièvre ou en mouton.

### Nature et origine de la ganipote
Dans presque tous les récits, la ganipote est un être humain transformé temporairement en animal ou s'étant d'une certaine façon incarné en animal pendant la nuit.
Le processus de transformation d'une ganipote pourrait se faire de plusieurs façons différentes. Certaines traditions évoquent une sortie de l'âme de la personne victime de ce sortilège, et son incarnation dans le corps d'un animal. L'enveloppe charnelle ne serait pas affectée et resterait en état de léthargie jusqu'aux premières lueurs du jour. D'autres, au contraire, évoquent une métamorphose pure et simple, les circonstances pouvant varier selon la région et l'auteur. Enfin, certains récits évoquent un dédoublement du corps : la ganipote aurait ainsi simultanément une forme humaine et une forme animale et maléfique, sans forcément avoir conscience de cet état de fait. Elle pourrait ainsi vaquer à ses occupations le plus innocemment du monde, ou simplement dormir dans son lit, pendant que son terrible « double » serait occupé à « courir la galipotte » et à terroriser les environs. 
Il peut tout d'abord s'agir de la transformation volontaire d'un sorcier ou d'une sorcière. Ainsi on dit qu'à Chaillé, un sorcier courtisant une jeune fille attaquait son principal rival sous la forme et à la façon d'une ganipote, pour le forcer à abandonner sa cour. On rapporte aussi des témoignages de personnes se transformant en s'enduisant eux-mêmes le corps d'une pommade.
Mais la ganipote est en général victime de malédiction. Parfois de la part d'un sorcier, parfois de la part d'un prêtre. En effet, il est avéré que quand un crime non résolu avait lieu dans la paroisse, le curé prononçait un monitoire incitant le ou les coupables à se désigner et se rendre à la justice, et les menaçant dans le cas contraire d'excommunication et de châtiment divin. On dit que dans ce cadre, si à la troisième semaine le coupable ne s'était pas dénoncé, le prêtre lançait sur lui une malédiction : pendant l'office, il demandait aux femmes enceintes de quitter l'assemblée, lisait une dernière fois la menace de châtiment inscrite sur un papier, puis le brûlait dans la flamme d'un cierge et enfin soufflait sur celui-ci pour l'éteindre et transporter la malédiction jusqu'au coupable, quel qu'il soit. C'est ce rituel qui condamnerait à courir la galipote. Selon E. Bocquier, les témoignages indiquent que le prêtre lançait également des billes ou des boules au cours de ce rituel.
On dit aussi que les ganipotes seraient des enfants non baptisés, même les enfants illégitimes de prêtres.
Dans quelques récits cependant, la ganipote est uniquement une bête, quoique magique et maléfique. Elle serait le produit de l'accouplement d'un chien et d'une louve
.

### Courir la galipote
La personne condamnée à se transformer en ganipote ou galipote est plus précisément condamnée à courir la galipote, c'est-à-dire à devoir courir chaque nuit sous forme animale à travers sept paroisses différentes. Le châtiment dure normalement sept ans, mais si la personne révèle ce qui lui arrive ou se fait démasquer, elle devra courir durant sept ans de plus.
Plusieurs récits insistent sur le fait qu'il y a deux degrés de châtiment : en effet, certains, dans leur course nocturne à travers champs, sont capables et autorisés à sauter par-dessus les haies et autres obstacles, en passant par les échaliers. C'est d'ailleurs en partie à leurs sauts agiles que l'on reconnaît les ganipotes. Mais d'autres malheureux ne le peuvent pas, et sont condamnés à traverser tous les buissons même épineux qu'ils rencontrent sur leur chemin. Quand le terme de garache est utilisé, on distingue ainsi les garaches à sauter qui sautent par-dessus les haies et les garaches à percer qui doivent les traverser. Ces derniers se retrouvent au petit matin couverts de griffures.

### Thème de la ganipote qui saute sur le dos des passants

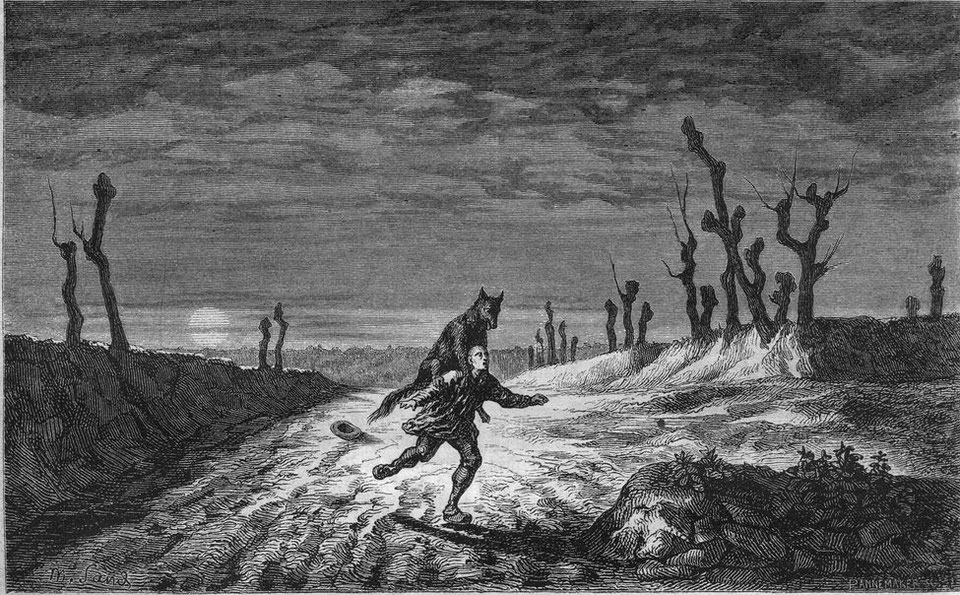
Une ganipote fermement agrippée au dos d'une de ses victimes, gravure de Pannemaker parue dans L'illustration, 1895.

Toutefois, la ganipote n'est pas obligée de courir elle-même la totalité de son trajet à travers sept paroisses. Elle peut également sauter sur le dos d'un passant et se laisser porter, ce qu'elle ne manque pas de faire quand elle en a l'occasion. Elle reste accrochée, les deux pattes avant sur les épaules de l'homme, jusqu'à ce qu'il arrive devant chez lui, après quoi elle repart d'un bond en courant dans la nuit.
Quand il ose le faire, le passant réussit assez facilement à repousser et laisser tomber la ganipote, et celle-ci quoique effrayante ne le mord pas ni ne l'attaque violemment. Mais une fois repoussée, elle saute immédiatement à nouveau sur le dos du malheureux, qui ne peut vraiment s'en débarrasser qu'en acceptant de la porter.
La ganipote se laisse peser de tout son poids, et semble souvent beaucoup plus lourde que ne le serait une bête de sa taille. À tel point que ses transporteurs ressortent souvent de la rencontre complètement exténués, en nage, voire en meurent peu de temps après.
Parfois, au lieu de bondir sur leur victime, les ganipotes utilisent la ruse : sous la forme d'un mouton abandonné et perdu au bord de la route, ils piègent le passant qui décide de les porter sur son dos
.

## Étymologie
Le terme est vraisemblablement construit sur le verbe « galoper », ce qui semble bien correspondre à l'expression « courir la galipotte » qui lui est associée, ainsi qu'au nom alternatif de « Bête galopine ». Cela dit, l'abbé Noguès avance l'idée d'une origine grecque : galê (furet, fouine, belette, chat) et podos (pied). Robert Mineau, lui, fait le rapprochement avec le latin calopetus (pourvu de sabots). Dans son dictionnaire du patois saintongeais, paru en 1869, Pierre Jônain décrit la ganipote comme : « La male-bête, l'objet des craintes superstitieuses de toutes nos campagnes. Ce sont, dit-on, des sorciers qui se changent, la nuit, en chien blanc (cani-pote, patte de chien) et courent le pays pour faire peur et pour faire mal ». 

## Persistance
Ces légendes, qui ont fait frémir des générations de jeunes charentais et poitevins, étaient encore reprises le plus sérieusement qui soit dans la presse à la fin du XIXe siècle, comme en témoigne cette annonce parue dans « La Lune » (journal de Fouras) en date du 10 novembre 1895 : 
«  Une bigourne (galipote ou loup-garou) vient de faire son apparition à Fouras, on n'en avait pas vu depuis une douzaine d'années. Cette horrible bête vient se poster tous les soirs, vers huit heures, dans un bois le long de la ligne ferrée. Elle se montre sous différentes formes et effraie les personnes qui passent par-là. Mères de famille, veillez ! »

## Passage au Canada
L'expression « courir la galipotte » est passée au Québec, où elle se rapporte à une personne s'étant transformée en loup-garou, comme le rapporte Honoré Beaugrand dans ses « Légendes canadiennes  » et Édouard-Zotique Massicotte dans son « Le loup-garou. Légende canadienne », qui note : « Il était devenu loup-garou. Oui ! Tous les soirs, à la brunante, il se transformait et courait la galipotte en compagnie de ses semblables jusqu'au matin. » . Dans un autre sens, il s'applique à ceux qui « courent la prétentaine ». C’est censé être une punition pour ceux qui ne vont pas à la messe, surtout s'ils ne font pas leurs pâques sept ans de suite. Ils ne peuvent être guéris que s'ils sont blessés sous leur forme animale.

## Dans la culture
Une avenue de la Ganipote a été baptisée du nom de cette créature mythique à Saint-Palais-sur-Mer, en Charente-Maritime.
La pièce de théâtre « La ganipote », écrite en 1953 par Odette Comandon, est un de ses premiers succès avec sa propre troupe, Les Compagnons du terroir.
La Galipote est également un trimestriel satirique français paraissant en Auvergne.
Dans son cycle romanesque : Les vaillances, farces et aventures de Gaspard des montagnes, Henri Pourrat écrit : « La galipote qu’on appelle encore la Bête-Noire, personne ne peut dire quelle bête c’est. Depuis le jour de la reboule (repas de la fin des grands travaux agricoles d'été), une de ces saletés courait le pays. Les gens essayaient bien de lui mettre les chiens derrière, mais point de nouvelles : la queue sous le ventre, ces chiens se rencoignaient (cachaient) dans l’étable ». 
Elle est à l'origine des malheurs de l'héroïne Anne-Marie Grange en provoquant une peur fatale à sa mère. Elle sera abattue par le père Grange. Cependant la Galipote, dont la peau a été transmise au fils, reviendra dans l'histoire en essayant d'accomplir d'autres méfaits.. mais sera mise définitivement hors d'état de nuire par un compagnon de Gaspard . 